# Dicya
Dicya is een geslacht van vlinders van de familie Lycaenidae, uit de onderfamilie Theclinae.

## Soorten
- D. carnica (Hewitson, 1873)
- D. dicaea Hewitson, 1874
- D. eumorpha (Hayward, 1950)
- D. iambe (Godman & Salvin, 1887)
- D. lollia (Godman & Salvin, 1887)
- D. lucagus (Godman & Salvin, 1887)